# Narycia reticulata
Narycia reticulata är en fjärilsart som beskrevs av Ghesquière 1940. Narycia reticulata ingår i släktet Narycia och familjen säckspinnare. Inga underarter finns listade i Catalogue of Life.